# Сподњи Дуплек
Сподњи Дуплек (словен. Spodnji Duplek) је насељено место и седиште општини Дуплек, Подравска регија, Словенија.

## Историја
До територијалне реорганизације у Словенији био је у саставу старе општине Марибор.

## Становништво
У попису становништва из 2011. године, Сподњи Дуплек је имао 1.429 становника.
| Број становника према пописима | Број становника према пописима | Број становника према пописима |
| ------------------------------ | ------------------------------ | ------------------------------ |
| 1991                           | 2002                           | 2011                           |
| 1.157                          | 1.177                          | 1.429                          |

Напомена: Године 1985. увећано за део насеља Згорњи Дуплек.